# Opération Démocratie aux Comores
Notes
11 civils anjouanais blessés durant l'invasion.

L'opération Démocratie aux Comores, est un assaut amphibie militaire qui a lieu le 25 mars 2008 sur l'île d'Anjouan. L'assaut est mené par les Comores avec le soutien de l'Union africaine, du Soudan, de la Tanzanie et du Sénégal, ainsi que l'appui logistique de la Libye et de la France,.
L'objectif du débarquement est de renverser le colonel Mohamed Bacar à cause de son refus de démissionner après une élection perdue en 2007, au mépris du gouvernement fédéral et de l'Union africaine. Le débarquement a lieu principalement dans la matinée du 25 mars 2008 ; les principaux villages sont rapidement saisis et l'île est déclarée sous contrôle le jour même par les forces d'invasion. Bacar réussit à s'enfuir sur Mayotte le 26 mars et demande l'asile politique à la France.

## Contexte

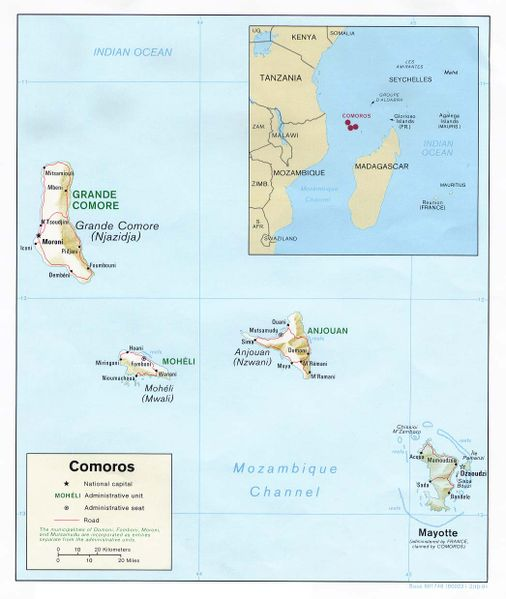
Carte de l'archipel des Comores

### Rivalités politiques
Les Comores sont, depuis leur indépendance en 1975, frappées par d'instabilité politique chronique s'étant traduite par de multiples coups d'État et interventions à partir de l'étranger. L'archipel des Comores a une histoire complexe depuis son indépendance vis-à-vis de la France, ayant subi au total plus d'une vingtaine de coups ou tentatives de coups d'État,. L'île d'Anjouan est l'une des trois îles dirigées par l'état comorien, qui ne peut accepter que la deuxième île la plus peuplée échappe à son autorité, alors même que le président de l'Union est lui-même originaire d'Anjouan. L'île constitue l'un des foyers d'instabilité du pays, connaissant une crise sécessionniste en 1997 lorsque certains habitants ont violemment réclamé l'indépendance de l'île, voire son rattachement à la France.
À l'issue de cette crise sécessionniste est signé à Fomboni, en février 2001, un accord dit « Accord cadre pour la réconciliation au Comores », jetant les bases d'une nouvelle constitution, octroyant un statut d'autonomie aux différentes îles du pays, officiellement adoptée par référendum le 23 décembre 2001. À la suite de l'organisation d'élections locales le 31 mars 2002, Mohamed Bacar, officier de l'armée des Comores de facto aux commandes d'Anjouan à la suite d'un coup d'État le 9 août 2001, devient alors le président de l'île, la dirigeant d'une main de fer.
La campagne électorale visant à le reconduire au poste de président a été selon l'union des Comores et l'Union africaine entachée d'irrégularités ; elles ont donc décidé de ne pas reconnaître la légalité du scrutin ayant eu lieu le 10 juin 2007 lequel s'est traduit par une victoire de Bacar avec 90 % des votes. Bacar a par ailleurs été accusé de se livrer tout au long de sa présence à la tête d'Anjouan à de nombreuses exactions contre la population civile qui auraient causé la fuite de nombreux Anjouanais vers Mayotte, île de l'archipel situé en territoire français.

### Accroissement des tensions
En 1997, les îles d'Anjouan et de Mohéli déclarent leur indépendance vis-à-vis de l'Union des Comores. Toutefois, les deux entités sécessionnistes y sont réintégrées en 2002 et une nouvelle constitution mandataire est votée, obligeant l'élection d'un président d'Anjouan, dépendant du président fédéral. Mohamed Bacar, qui avait dirigé le gouvernement séparatiste depuis 2001, est élu pour un mandat de 5 ans en tant que président d'Anjouan. Son mandat expire le 14 avril 2007, et le président de l'Assemblée, Houmadi Caambi, devient président par intérim du 15 avril au 10 mai 2007.
Les troupes fédérales comoriennes tentent alors en vain de prendre le contrôle d'Anjouan et d'installer un président de transition tel que mandaté par un tribunal constitutionnel comorien en mai 2007. L'opération est un échec, et plusieurs soldats sont tués dans ces affrontements. Le gouvernement fédéral décide alors de retarder la tenue d'une élection aux Comores en raison de ces événements. Néanmoins, Bacar entreprend des élections en juin 2007, revendiquant une victoire écrasante de 90 %.
En octobre 2007, l'Union africaine impose des sanctions à Bacar et aux autres responsables du gouvernement anjouanais, gelant également leurs avoirs à l'étranger tout en appelant à de nouvelles élections. En outre, un blocus maritime de l'île est mis en œuvre. En février 2008, les Comores rejettent les sanctions renforcées de l'Union africaine contre Anjouan, optant plutôt pour une solution militaire. Le gouvernement fédéral déclare ainsi que les sanctions de l'Union africaine visant à écarter Bacar du pouvoir n'ont pas réussi à atteindre leur objectif.

### Renforcement de l'armée comorienne
En mars 2008, le gouvernement fédéral rassemble des centaines d'hommes et du matériel sur l'île de Mohéli, qui est toute proche d'Anjouan. Le Soudan et le Sénégal fournissent également 750 soldats tandis que la Libye offre un soutien logistique pour l'opération. En outre, 500 soldats tanzaniens doivent arriver peu de temps après,. La France, l'ancienne puissance coloniale des Comores, offre quant à elle aux troupes de l'UA un transport aérien.
Jose Francesco Madeira, un envoyé de l'UA, déclare à propos de Bacar que s'il essaie de résister, « Il sera accablé... Je suis désolé de dire cela s'il essaie de le faire, ce sera sa fin physiquement, si nécessaire. » Dans une interview accordée à l'IRIN, Mohamed Bacar rejette la menace de forces de l'Union africaine et des Comores : « [Le président national Ahmed Abdallah Mohamed Sambi] ne connaît rien à propos de ce qui concerne l'armée, mais si je devais lui donner des conseils, je dirais que ce n'est pas la solution. La première fois que l'armée est venue [en 1997], nous les avons expulsés. La deuxième fois que l'armée est venue [en mai 2007], nous les avons expulsés. Cela signifie que si elle tente d'intervenir une troisième fois, nous les mettrons dehors. »
Certains analystes suggèrent que l'Union africaine espère gagner facilement contre Anjouan afin de rehausser son prestige international après les échecs de ses missions de maintien de la paix au Soudan et en Somalie.
Le gouvernement anjouanais promet cependant d'organiser de nouvelles élections en mai 2008, le président de l'Afrique du Sud, Thabo Mbeki, voyant dans ce futur suffrage une possibilité de résoudre la crise. Il envoie même une requête à l'UA, appelant à éviter de procéder à une invasion, mais cette dernière la rejette.

### Incidents avant le débarquement
Le 3 mars 2008, un navire de carburant alimentant l'armée comorienne prend feu dans le port de la capitale des Comores, Moroni. La cause de l'incendie est inconnue. Le 11 mars, une incursion armée se produit sur l'archipel où trois membres de la milice fidèle au président d'Anjouan, Mohamed Bacar, sont capturés et emmenés pour interrogatoire à Mohéli. Les pourparlers diplomatiques reprennent avec l'intervention du président sud-africain Thabo Mbeki, qui tente de retarder l'invasion de l'UA prévue au grand dam distinct du gouvernement comorien. Il est ainsi avancé que Mbeki aurait appelé le président de l'UA, le tanzanien Jakaya Kikwete, afin de renoncer à l'invasion visant à renverser Bacar.
Malgré cette intervention, un bateau de pêche transportant des soldats part de Mohéli pour atteindre Anjouan le 14 mars. Il y eut des déclarations contradictoires des deux côtés, avec des sources comoriennes et militaires de l'UA citant qu'un bateau de pêche transportant environ cinquante soldats de l'Armée nationale de développement (AND, armée comorienne) a débarqué dans le sud d'Anjouan et a tenté de capturer un poste de police. Dans une déclaration publiée plus tard, le chef d'état-major comorien Salim Mohamed révise l'information et indique qu'une équipe de reconnaissance d'environ 10 soldats avait débarqué le 14 mars dans le sud d'Anjouan et avait atteint la ville méridionale de Domoni. Deux soldats auraient été blessés selon une source gouvernementale, déclarant également que « l'objectif de l'opération était le poste de police de Domoni afin de libérer des prisonniers politiques, ».
Les troupes fédérales par la suite battent en retraite vers Mohéli avant de retourner sur Anjouan le 16 mars dans le but de secourir les deux soldats blessés. L'un aurait été blessé au bras tandis que l'autre aurait été blessé à la jambe. Ces faits sont contestés par les autorités anjouanaises qui affirment que l'un des deux soldats a été tué et que le poste de police n'a pas été capturé, déclarant également que les forces comoriennes et de l'UA ont été prises en embuscade par les troupes anjouanaises durant les premiers stades de leur incursion à Domoni et ont été forcées de se retirer dans une situation désespérée :

« Contrairement à sa mission républicaine, l'Armée nationale de développement se consacre à la prise en otage des citoyens innocents dont le seul tort est d'être anjouanais et non pas sambiste. En plus des pêcheurs enlevés à Marahare et Mromhouli, une seconde agression des forces dissidentes de l'Armée nationale de développement soutenue par un chalutier fourni par les Iraniens a échoué. Les éléments de la gendarmerie [anjouanaise] ont riposté en état de légitime défense, blessant deux des assaillants dont un mortellement. »

— porte-parole du gouvernement d'Anjouan.
Le rôle de la France dans la crise est remis en cause le 19 mars lorsqu'un hélicoptère français qui avait décollé à partir de l'île de Mayotte se pose d'urgence au large la ville de Sima à Anjouan. Les rapports des officiels aux Comores déclarent que personne n'a été blessé dans l'accident. L'hélicoptère appartenait à la police des frontières de Mayotte. Certains Comoriens soutiennent de ce fait que l'hélicoptère est impliqué dans une tentative d'exiler Bacar sur le territoire français et qu'il est seulement retenu si longtemps parce qu'il est protégé par l'armée française :

« Nous ne savons pas ce qu'il faisait. Vous pouvez imaginer les rumeurs. Le gouvernement des Comores ne leur permettait pas de venir. Ils n'étaient pas autorisés... Les Français ont dit qu'ils avaient envoyé des moyens aériens et navals pour ramasser l'équipage. »

— Salimou Mohamed, porte-parole du gouvernement des Comores.
L'armée française a ainsi déjà transporté quelque 300 soldats tanzaniens et 30 tonnes de fret à la Grande Comore entre le 14 mars et le 16 mars. Selon les rapports d'un diplomate français, la France est prête à transporter des troupes sénégalaises également, mais ne l'a pas encore fait. La source diplomatique a déclaré que la France reste « favorable » au dialogue, mais à condition que Bacar accepte la présence de troupes africaines dans le port et l'aéroport d'Anjouan.

## Débarquement de l'île

### Le 24 mars
Dans la matinée du 24 mars 2008, cinq bateaux transportant environ 1 500 soldats de l'Union africaine quittent le port de Fomboni, capitale de l'île de Mohéli. Bacar et ses troupes jurent alors de se battre jusqu'au dernier homme, un lieutenant anjouanais déclarant également : « Nous allons nous battre jusqu'à la mort ». Simultanément, des hélicoptères larguent des tracts pro-gouvernementaux à Mutsamudu à Anjouan, appelant la population à rester chez elle du fait qu'un assaut militaire est imminent.
Il a été signalé que la piste de l'aéroport de Ouani à proximité de Mutsamudu est bloquée par des chariots à bagages et que l'atmosphère est tendue sur l'île en raison de l'invasion imminente. Avant que les lignes téléphoniques ne soient coupées, un porte-parole du gouvernement anjouanais a été cité comme déclarant : « Ils ont décidé de tuer, mais nous n'avons pas peur. Nous sommes bien préparés. Nos forces sont prêtes et cela va marcher ! »

### Le 25 mars
Environ 450 soldats débarquent sur la côte nord de la baie d'Anjouan à l'aube le 25 mars. Les premiers coups de feu sont entendus vers 5 heures (GMT+3) sur l'île, dans la ville d'Ouani, près de l'aéroport et de la résidence présidentielle. Les forces combinées de l'UA et des Comores avancent rapidement sur la ville de Ouani afin de sécuriser l'aérodrome. La BBC rapporte que la prise de la capitale de l'île (Mutsamudu), de l'aéroport, du port et de Ouani ont provoqué chez la population locale des scènes de liesse, les soldats étant accueillis en libérateurs. À la mi-journée, le palais présidentiel est vidé de ses occupants. Toutefois, certains journalistes soulignent que les « envahisseurs ont eu du mal à progresser sous le feu automatique des forces d'Anjouan », et que dans l'après-midi, « des affrontements à l'artillerie lourde continuent de secouer la ville de Ouani ». L'armée comorienne aurait été à la recherche de la cachette de Mohamed Bacar :

« Le colonel Mohamed Bacar a été repéré dans le village de Sadanpoini où il se dirige sans aucun doute vers un lieu afin de s'exiler à bord d'un kwassa (petite pirogue) en direction de l'île Mayotte, il semble, selon diverses sources, qu'il soit habillé comme une femme. »

— Abdourahim Said Bacar, porte-parole du gouvernement des Comores.
Après que l'aéroport est sécurisé, les troupes d'invasion sont divisées en deux groupes : l'un a pour mission de prendre le contrôle du sud-ouest de l'île et de nettoyer les poches de résistance tandis que l'autre groupe a pour mission de prendre le contrôle du sud-est de l'île, en capturant le port de Mbambao Mtsanga et la ville de Domoni sans véritable résistance de la part des forces anjouanaises.
Les premiers rapports indiquent que le gouvernement de Bacar a fui à l'intérieur de l'île, où il se cache. Mais, plus tard, des rapports non confirmés par le gouvernement comorien le 25 mars indiquent qu'il a fui l'île incognito, cherchant à s'exiler à Mayotte. Il n'y a pas de commentaire de la part du gouvernement anjouanais mais le porte-parole du gouvernement comorien déclare que les troupes d'invasion sont activement à sa recherche et effectuent des perquisitions domiciliaires.

### Le 26 mars
Les forces d'invasion continuent d'affronter des poches de résistance dans toute l'île la journée suivante, le 26 mars 2008. De nombreuses ambulances évacuent les militaires anjouanais blessés au combat à l'hôpital de l'île et des tirs sporadiques sont encore entendus. Les officiels de l'armée comorienne déclarent que trois rebelles ont été tués et que dix autres ont été blessés dans les affrontements. En outre, les troupes comoriennes et de l'UA capturent plus de cent prisonniers, la plupart d'entre eux étant des membres de la gendarmerie d'Anjouan ou des proches de Bacar appartenant au gouvernement anjouanais.

## Conséquences et bilan

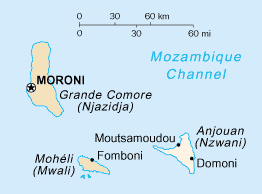
Situation de l'île d'Anjouan au sein de l'Union des Comores.

Mohamed Bacar réussit à s'échapper à Mayotte en bateau et des rapports confirment sa présence sur l'île le 26 mars, alors qu'il a demandé l'asile politique en France. L'Associated Press rapporte de Paris que la France est en train d'examiner sa demande d'asile politique mais les dirigeants comoriens exigent que Bacar soit renvoyé aux Comores, des manifestations anti-françaises ayant même lieu.
Le 27 mars 2008, Bacar est transféré à l'île française de La Réunion, où il est inculpé pour « entrée illégale sur le territoire français », tout en transportant des armes, avec 23 de ses partisans. L'affaire est rejetée pour des raisons de procédure, mais Bacar et ses partisans restent en garde à vue. À la fin du mois de mars, plusieurs proches de Bacar sont capturés, y compris Caabi El-Yachroutu, un ancien vice-président, le Premier ministre et président par intérim des Comores. Trois autres sont découverts dans des cachettes près de Domoni, y compris Mohamed Abdou Mmadi (un ancien ministre des Transports et porte-parole de Bacar), Ibrahim Halidi (un ancien Premier ministre et conseiller de Bacar), et Ahmed Abdallah Sourette (un ancien président de la Cour constitutionnelle).
Le 5 avril 2008, Bacar est placé en détention provisoire. Le président comorien, Ahmed Abdallah Mohamed Sambi, visite l'île début avril marquant sa première visite à Anjouan depuis mai 2007. Il déclare qu'il espère que le séparatisme à Anjouan cessera avec le renversement de Bacar du pouvoir, félicitant aussi les dirigeants africains qui lui ont fourni une assistance militaire pour l'invasion de l'île. Contrairement aux précédents rapports qui montraient que la France était contre l'invasion, la France a donné son approbation et a contribué alors au transport aérien de troupes de l'Union africaine sur l'île.
Le 18 avril 2008, Bacar et 21 membres de sa garde rapprochée voient leur détention suspendue et sont placés en résidence surveillée à la base aérienne militaire de La Réunion. Le 23 avril, il est annoncé que l'Office français de protection des réfugiés et apatrides (OFPRA) a accordé l'asile à deux des hommes de Bacar et a refusé l'asile pour six d'entre eux ; ceux dont les demandes ont été rejetées devraient être envoyés vers un pays tiers et ne pas être restituées aux Comores, par crainte de persécutions. Elle ne s'est toutefois pas prononcée sur le cas de Bacar et de ses autres hommes.
La demande d'asile de Bacar est finalement rejetée le 15 mai 2008 et il est condamné à 3 mois de prison avec sursis pour « importation illégale d'armes » le 5 juin 2008. Le 19 juillet 2008, l'arrêté de reconduite à la frontière est mis en exécution. Il se retrouve alors expulsé avec ses compagnons d'exil en direction du Bénin. La Cour nationale du droit d'asile n'examine son recours que le 3 décembre 2008, rejetant celui-ci en affirmant notamment que les Forces armées anjouanaises (FGA) se sont rendues coupables d'exactions et de violations des droits de l'homme et « qu'il existe des raisons sérieuses de penser que le requérant, en raison de ses fonctions de chef d'État et de chef des FGA, s'est rendu coupable, (...) en les couvrant de son autorité, d'agissements contraires aux buts et aux principes des Nations unies » (art. 1er F de la Convention de Genève).
De nouvelles élections présidentielles ont alors lieu à Anjouan le 15 juin 2008 et le 29 juin 2008. Elles voient la victoire de Moussa Toybou (52,42 % des voix) face à Mohamed Djaanfari (47,58 % des voix) au second tour de l'élection.